# Обсерваторна вулиця (Миколаїв)
Вулиця Обсерваторна — вулиця в історичній частині міста Миколаєва. Одна з найкоротших поперечних вулиць історичної частини міста загальною протяжністю близько 950 метрів. Обмежена вулицею 8-го Березня з однієї сторони і вулицею Велика Морська з іншої.

## Історія
Окрема назва для проміжку вулиці від Миколаївської астрономічної обсерваторії до Великої Морської вулиці з'явилася у 1960-х роках. До того ця частина міста була частиною вулиці Свердлова (таку назву вулиця носила з 1930 по 1996 роки, зараз це вулиця Спаська), яку розділили на дві частини: від обсерваторії до Великої Морської — її перейменували на Обсерваторну, а від повороту на Садовій назва залишилася старою. Пізніше вулицю продовжили до вулиці 8-го Березня, сформувавши її сучасний вигляд.

## Будівлі, пам'ятки
- На Спаському пагорбі, вздовж якого проходить вулиця Обсерваторна, розташовується одна з найстаріших обсерваторій Східної Європи — Миколаївська астрономічна обсерваторія, на честь якої вулиця і отримала свою назву.
- На перетині з вулицею Адмірала Макарова розташовується будинок співробітників міністерства зв'язку (будівля 1955 року, має статус щойно виявленого об'єкту культурної спадщини[2]). В цьому ж будинку у 1956—1974 роках проживав видатний письменник і просвітник А. М. Топоров.
- На перетині з Великою Морською вулицею розташований комплекс будівель міської водолікарні. Будівлі були створені за проєктом Є. А. Штукенберга для лікарні доктора Кенігсберга у 1901 році.

## Галерея

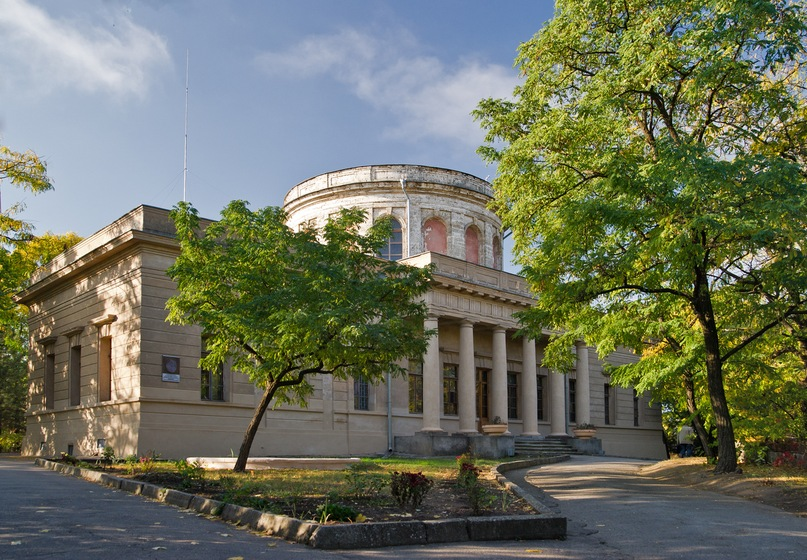
Миколаївська астрономічна обсерваторія
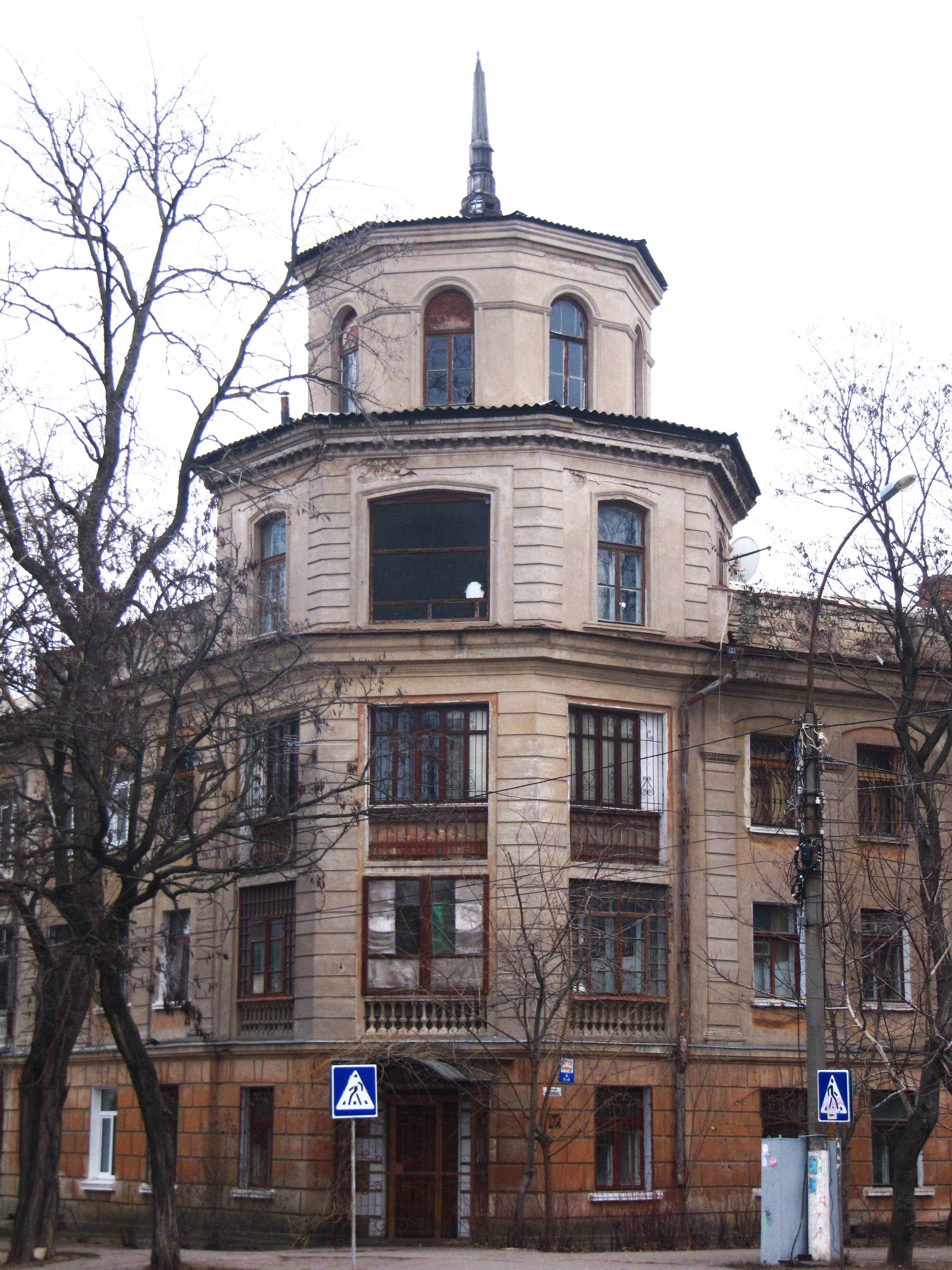
Будинок співробітників міністерства зв'язку
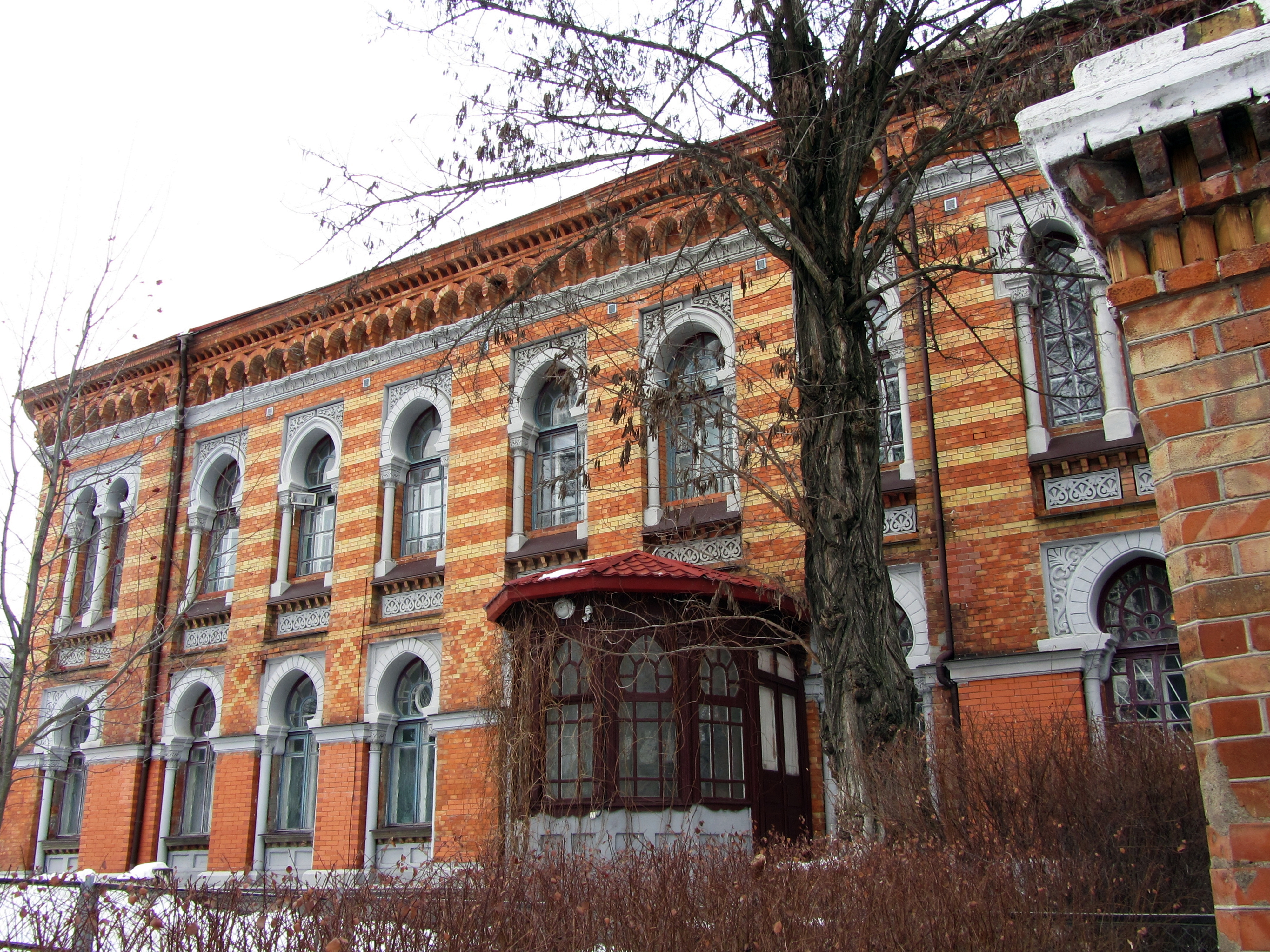
Комплекс будівель міської водолікарні
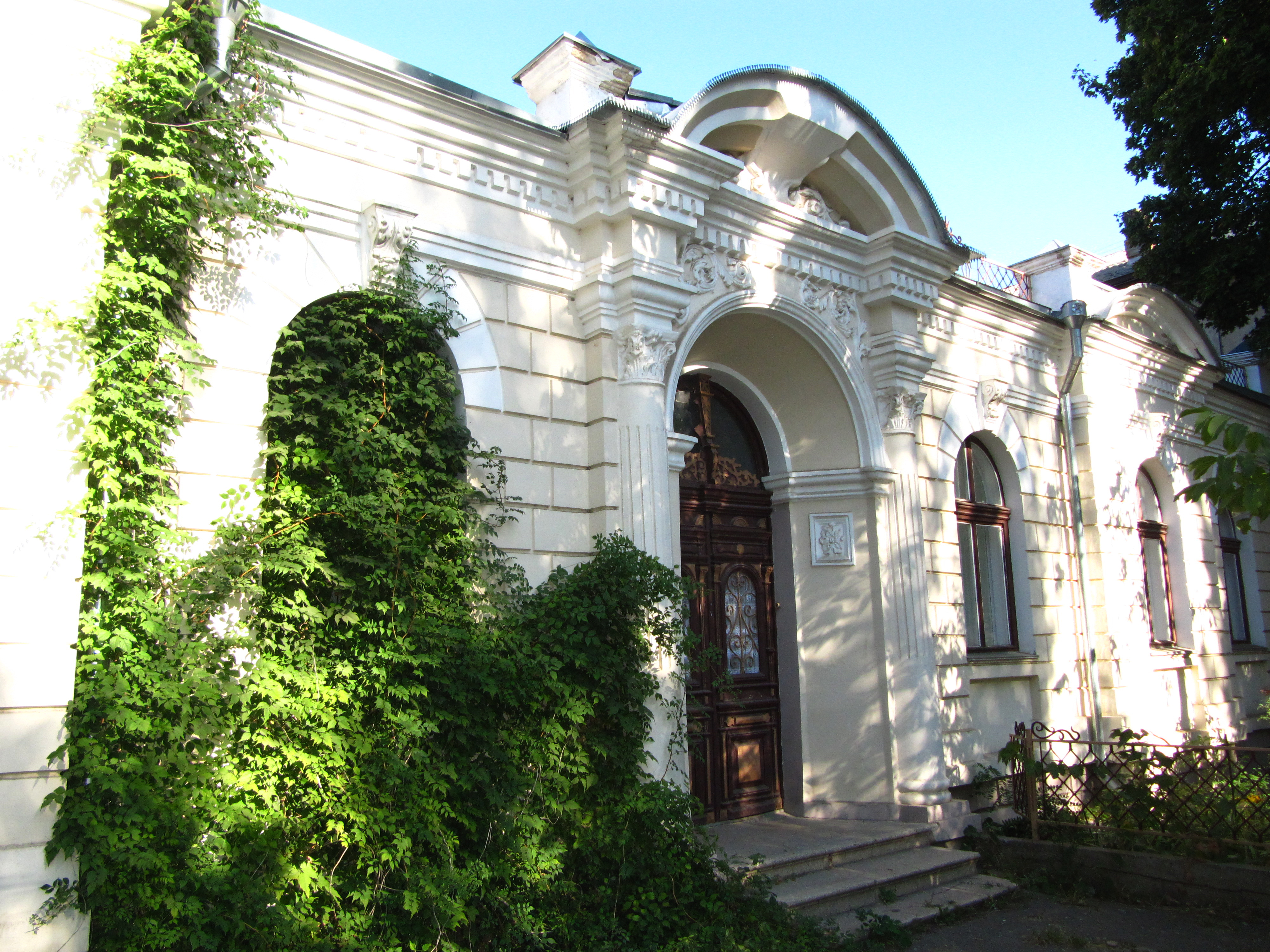
Житловий будинок будівництва кінця ХІХ століття